# Žebrovicovité
Žebrovicovité (Blechnaceae) je čeleď kapradin z řádu osladičotvaré (Polypodiales). Jsou to celkem mohutné kapradiny, rozšířené zejména na jižní polokouli. Někteří zástupci mají výrazně dvoutvárné listy. V České republice se vyskytuje žebrovice různolistá (Blechnum spicant).

## Charakteristika
Žebrovicovité jsou pozemní nebo popínavé kapradiny se středně velkými až velkými listy. Popínavé druhy se pnou pomocí oddenků (Stenochalena a některé druhy žebrovice) nebo listů (Salpichlaena). Kořeny jsou černé, drátovité. Oddenek je krátký až dlouze plazivý, tenký až tlustý, větvený nebo častěji nerozvětvený, s několika cévními svazky (diktyostélé). Některé druhy, zejména ze sekce Lomariocycas rodu žebrovice (Blechnum) a Sadleria, mají tlustý přímý kmen s růžicí listů na vrcholu podobně jako např. u stromovitých kapradin. Pleviny na oddenku jsou kopinaté až čárkovitě kopinaté, světle hnědé až černavé, celokrajné nebo zubaté. Mladé listy jsou charakteristicky červené a u některých druhů žebrovice pokryté slizem. Listy jsou u většiny zástupců přes 30 cm velké a nezřídka přesahují 1 metr. Sterilní a fertilní listy jsou tvarově shodné nebo slabě až silně rozdílné. U některých druhů se v paždí lístků tvoří rozmnožovací hlízky. Řapíky jsou zelené až tmavě hnědé nebo purpurové, bez výrazně ztlustlé báze. V bázi řapíku je u většiny zástupců (mimo Woodwardia areolata) více cévních svazků: dva velké svazky na horní straně a několik menších svazků v oblouku na spodní straně. Čepele listů jsou často tuhé, kožovité, zpeřeně členěné až 2x zpeřené. Žilky jsou často ve střední části listu spojené v areoly a u okraje listu volné, dosahující okraje listu nebo ukončené před ním.
Výtrusné kupky jsou protažené, vytvářejí se po straně sběrné žilky těsně paralelní s hlavní žilkou listového segmentu a jsou většinou kryté postranní ostěrou. Ostěra se otevírá na straně přilehlé ke střednímu žebru a může být za zralosti zcela překrytá otevřenými výtrusnicemi. Lůžko kupek je ploché. Výtrusnice mají ve střední části většinou 3 řady buněk. Spory jsou monoletní, většinou bez chlorofylu, ledvinité, světle hnědé nebo béžové. Gametofyt je zelený, nadzemní, srdčitého tvaru.

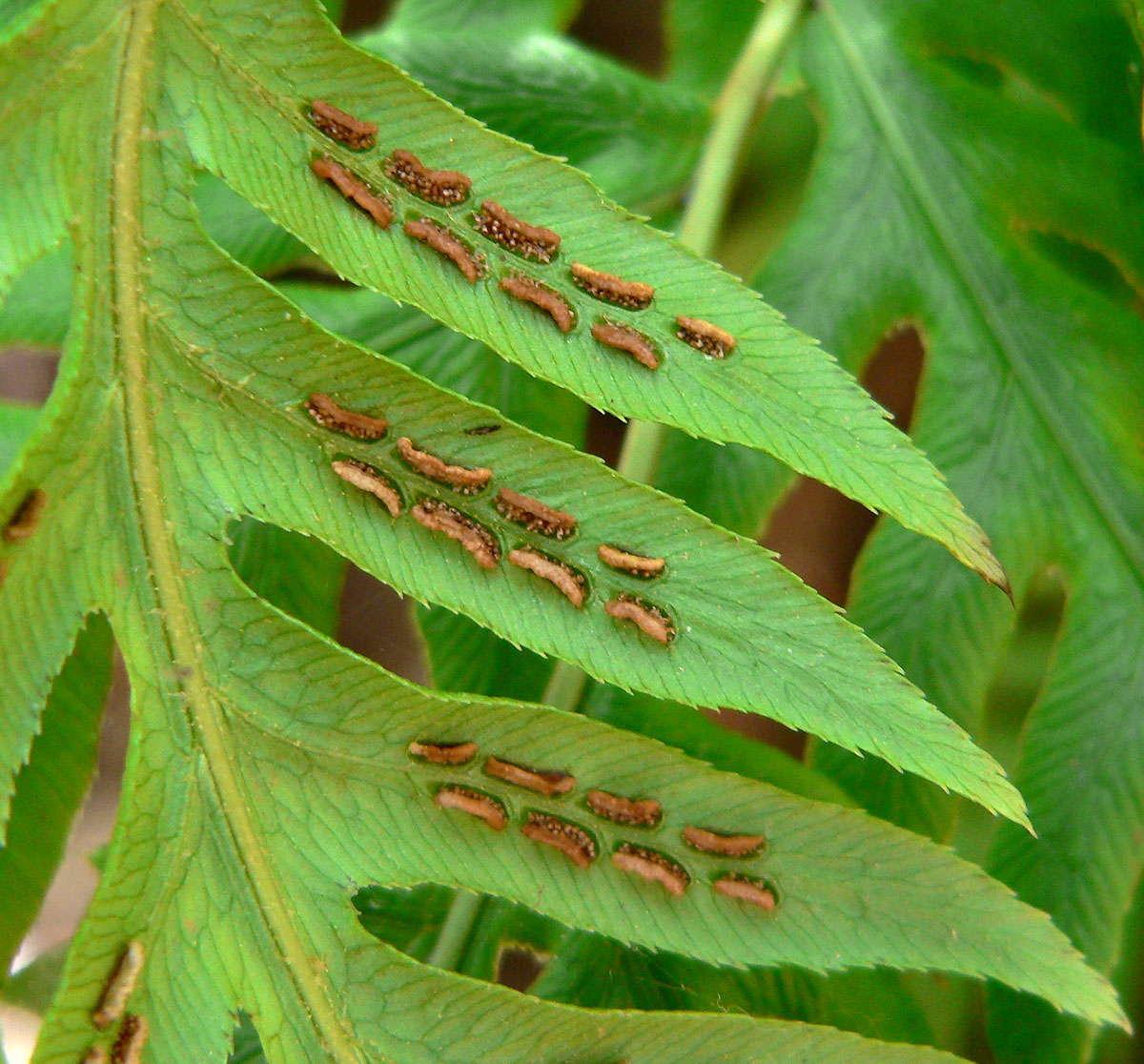
Detail výtrusných kupek Woodwardia fimbriata
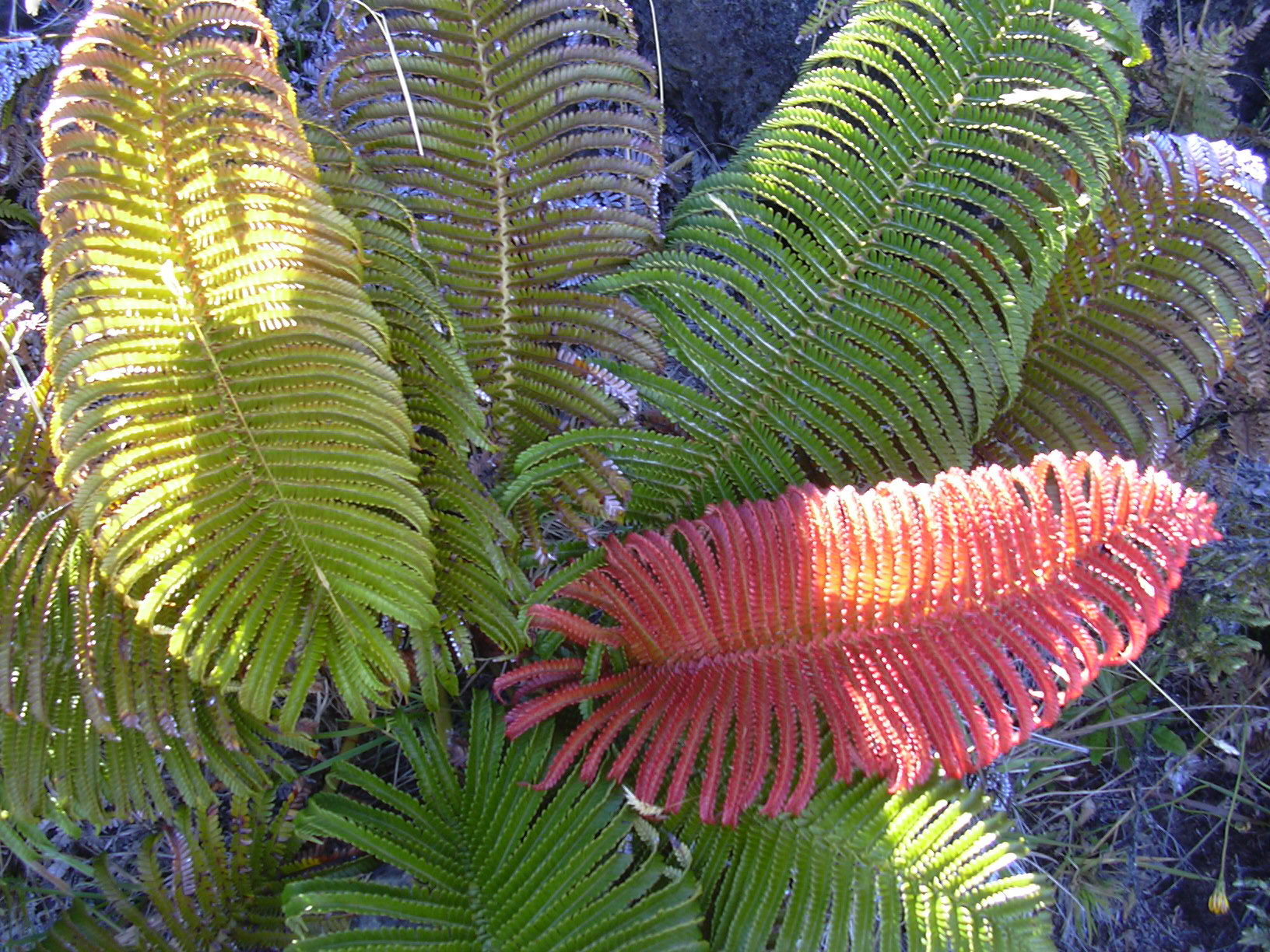
Sadleria cyatheoides
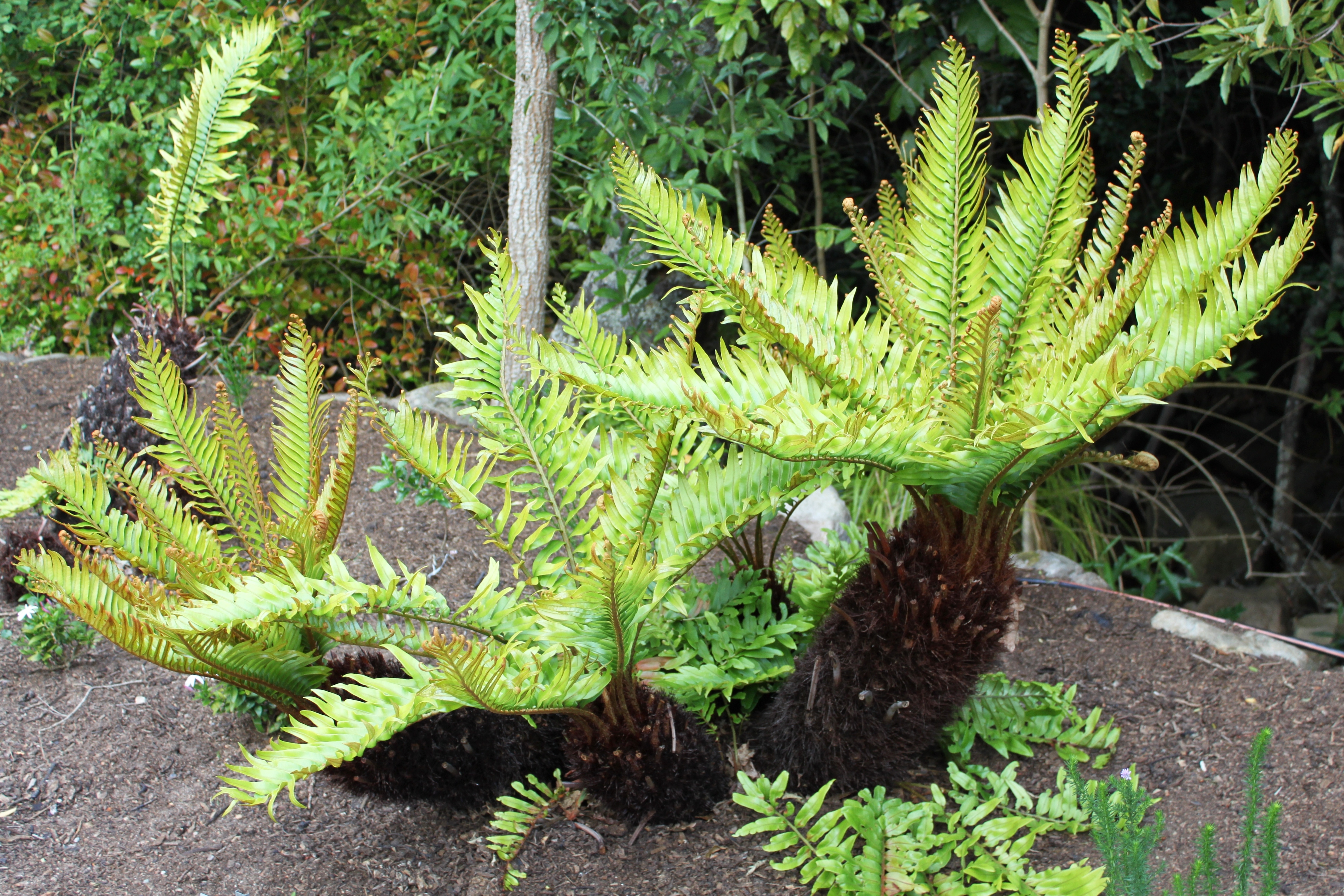
Žebrovice Blechnum tabulare
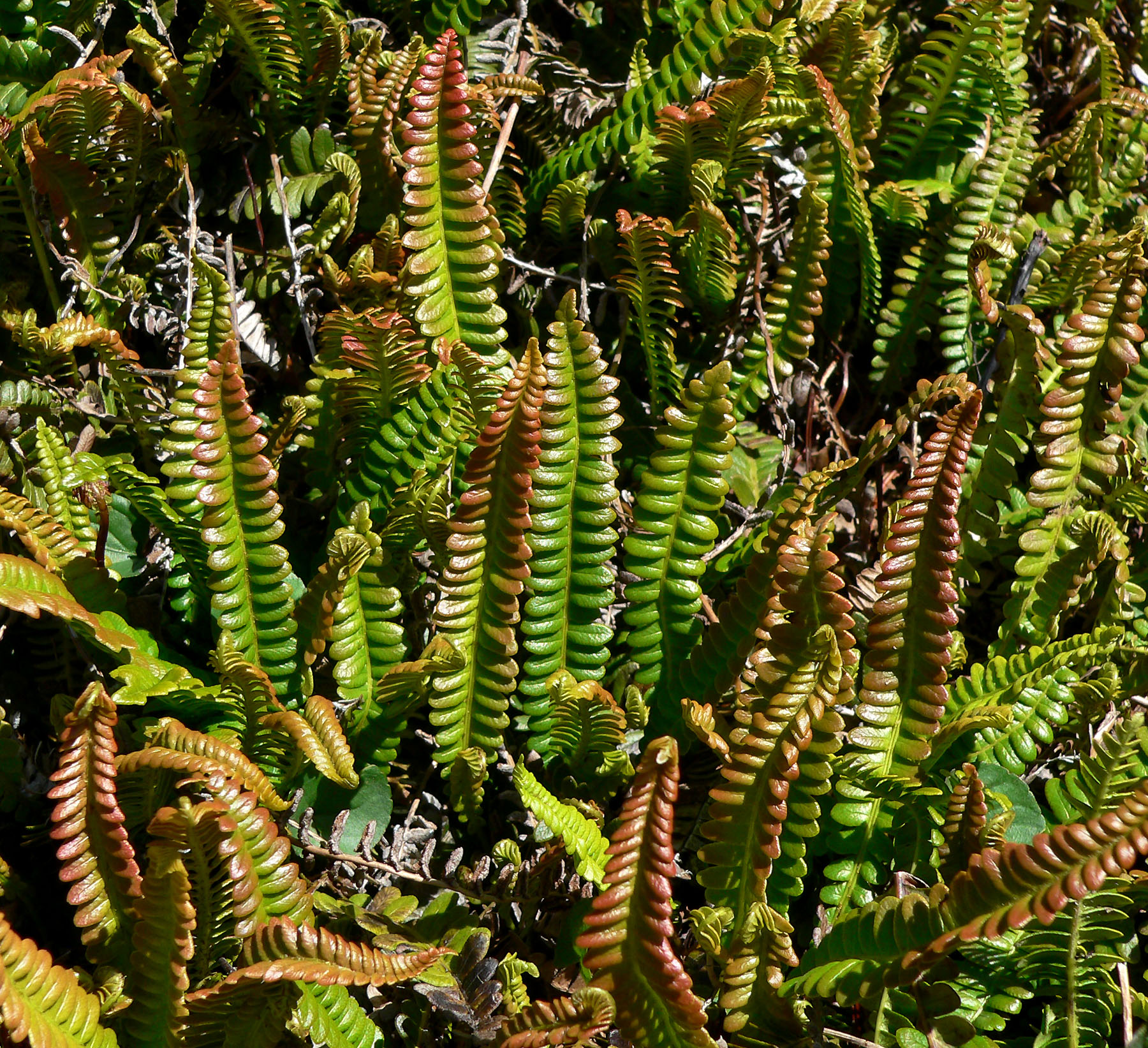
Žebrovice Blechnum penna-marina
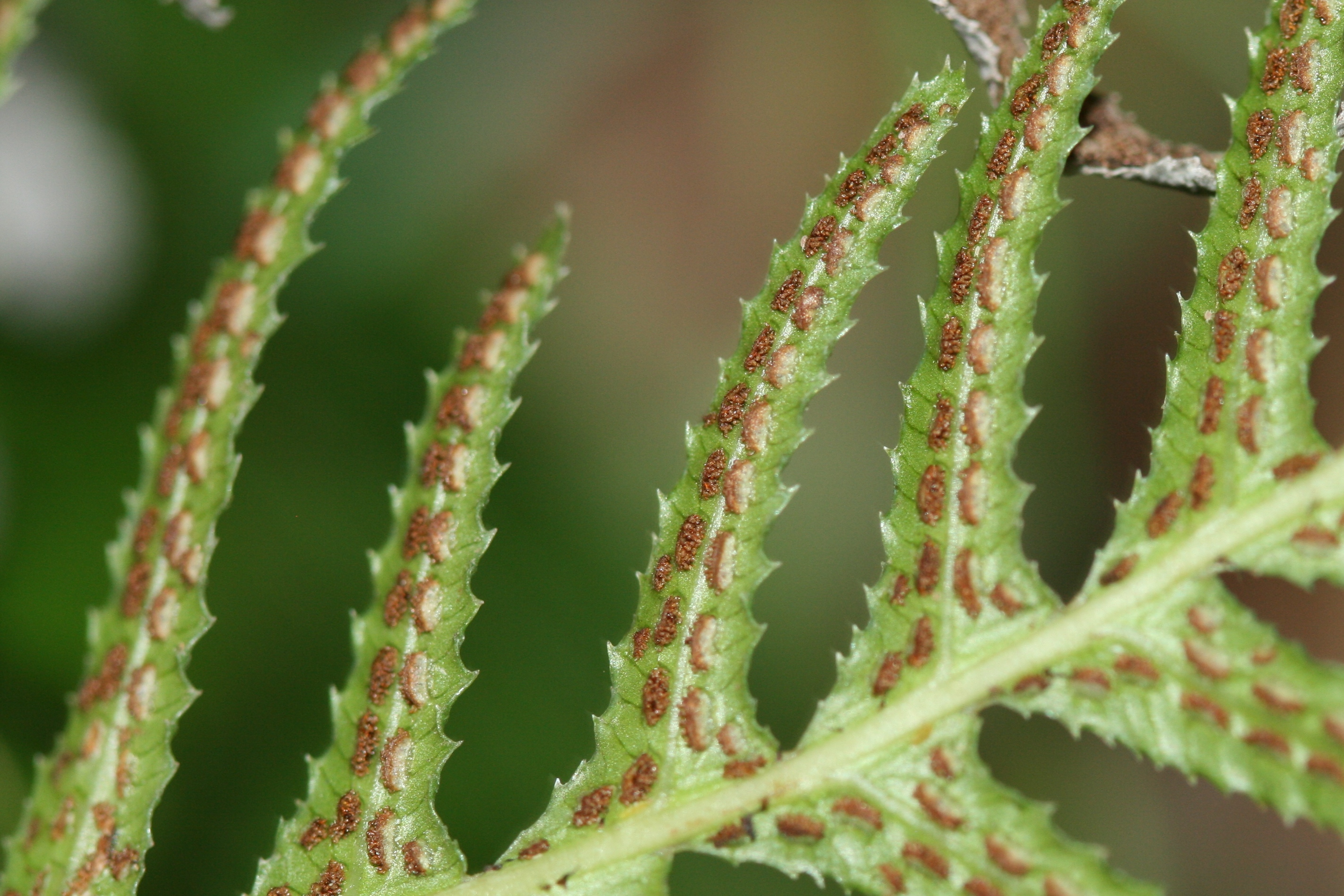
Doodia aspera
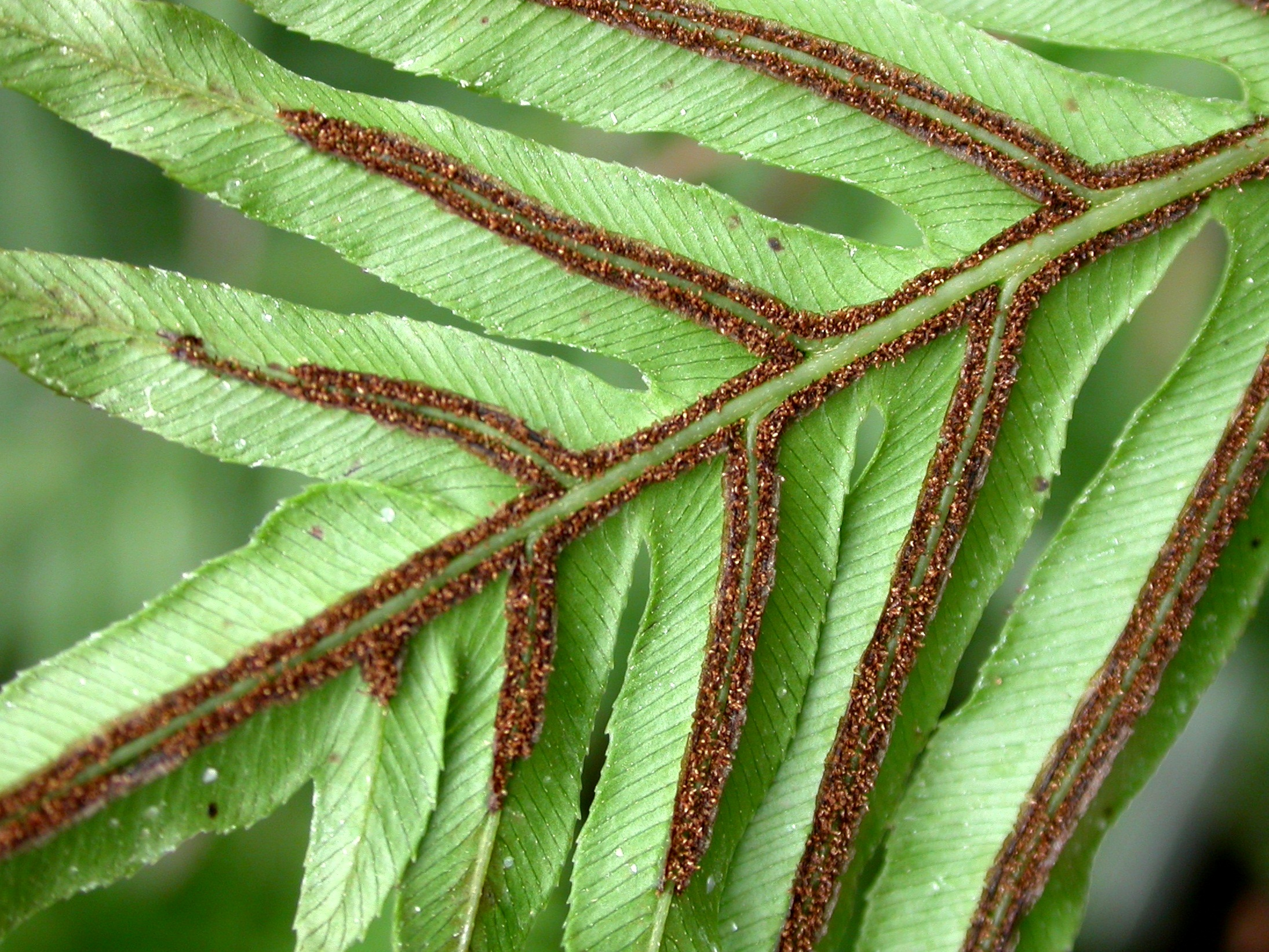
Detail výtrusnic Blechnum brasiliense

## Rozšíření
Čeleď žebrovicovité zahrnuje asi 200 druhů, z toho asi 150 náleží do rodu žebrovice (Blechnum). Další větší rody jsou Doodia (15 druhů) a Woodwardia (14 druhů). Žebrovicovité jsou rozšířeny po celém světě, nejvíce druhů je v tropech a mírném pásu jižní polokoule. Jediný rod s převažujícím rozšířením na severní polokouli je Woodwardia. V České republice je stejně jako v celé Evropě čeleď žebrovicovité zastoupena jediným druhem: žebrovice různolistá (Blechnum spicant).

## Rozlišovací znaky
Žebrovicovité mají mezi kapradinami jedinečně uspořádané výtrusné kupky. Ty jsou protažené a někdy se slévají v jedinou řadu, a jsou uložené podél sběrné žilky těsně paralelní s hlavní žilkou listového segmentu. Ostěry, pokud jsou přítomny, se otevírají směrem k hlavnímu žebru. Charakteristické je také uspořádání cévních svazků v řapíku. Dvoutvárným kapradinám z této čeledi se vnějším vzhledem podobají zvláště kapradiny z čeledi Onocleaceae a Plagiogyriaceae.

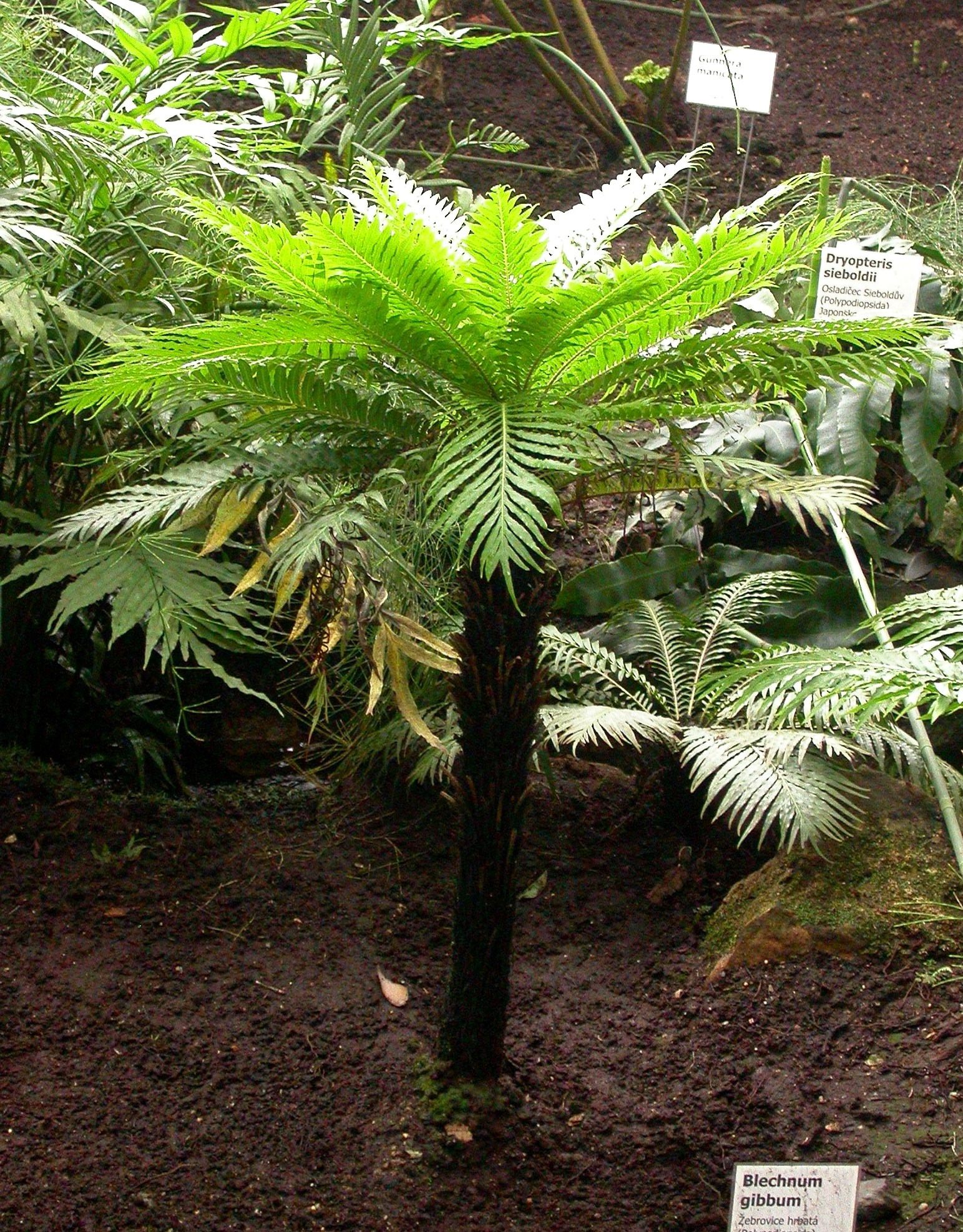
Žebrovice Blechnum gibbum v botanické zahradě v Liberci

## Taxonomie
Podle současné taxonomie náležejí žebrovicovité do vývojové větve leptosporangiátních kapradin nazývané 'Eupolypods II'. Nejblíže příbuzné čeledi jsou Onocleaceae a papratkovité (Athyriaceae). Žebrovicovité jsou historicky celkem dobře vymezenou čeledí. Jedinou výjimku tvoří rod Stenochlaena, jehož zařazení bylo do nástupu molekulárních metod nejasné.

## Význam
Žebrovice různolistá (Blechnum spicant) je pěstována jako stínomilná trvalka vyžadující kyselou půdu. Nově se pěstuje i japonská žebrovice Blechnum nipponicum, která je stálezelená. Různé tropické a subtropické druhy jsou pro svůj zajímavý vzhled pěstovány v botanických zahradách. Některé mohutné druhy z rodů žebrovice (Blechnum) a Woodwardia jsou k vidění např. ve sklenících Pražské botanické zahrady v Tróji.

## Zástupci
- žebrovice (Blechnum)

## Přehled rodů
Blechnum, Brainea, Diploblechnum, Doodia, Pteridoblechnum, Sadleria, Salpichlaena, Steenisioblechnum, Stenochlaena, Woodwardia